# Брдо (Шентюр)
Брдо (словен. Brdo) — поселення в общині Шентюр, Савинський регіон, Словенія. 
Висота над рівнем моря: 520 м.